# Петропавлівська кірха (Полтава)
Петропавлівська кірха — лютеранська церква у Полтаві, втрачена пам'ятка історії та архітектури, знаходилась на розі сучасних вулиць Європейської, Монастирської.

## Історія
Перша дерев'яна лютеранська церква (кірха Святого Петра) знаходилась на території Німецької колонії. Закладена 25 червня 1930 року, освячена у 1832 році, богослужіння здійснювались протягом майже 50 років. Оскільки ця кірха була дерев’яною, невеликою за розмірами та споруджувалася як тимчасова, було вирішено збудувати новий мурований храм.
Цегляна євангелічно-лютеранська кірха святих апостолів Петра і Павла була зведена у 1877–1881 роках за проєктом архітектора С. Г. Григораша у псевдоготичному стилі (первісний проєкт – архітектора Б. Г. Михаловського) у центрі міста на трикутній ділянці на розі вулиць Кобеляцької (сучасна Європейська) Монастирської й Дворянської (сучасна Пилипа Орлика). 

## Опис
Будівля кірхи мурована, прямокутна у плані. Розміри внутрішнього об’єму становили: довжина – 19,2 м, ширина – 12 м, висота – 10,7 м. Однонефна з восьмикутною апсидою. Головний фасад увінчувала наметова дзвіниця, яку вінчав  готичний шпиль з хрестом
Вхід до кірхи був з боку перетину Монастирської та Кобеляцької вулиць та Другого Кірочного провулку (нині вулиця Остроградського), з північного сходу. Вхід було декоровано перспективним порталом із стрілчастим завершенням, над яким розташоване характерне для готичної архітектури кругле вікно-роза з декоративною орнаментальною рамою. Вікна кірхи та стінові отвори дзвіниці були облямовані профільними тягами і завершувалися стрілчастими арками. У міжвіконних простінках по всьому фасаду було влаштовано уступчасті контрфорси.
Кольорове вирішення фасадів було класичним для німецької церковної архітектури — цегляні стіни червоно-вохристого кольору; карнизи, профільні тяги, облямування отворів, контрфорси, портал входу, башти фіалів, аркатурні пояси та інші виступаючі частини були тиньковані та вибілені. Покрівлю основного об’єму, апсиди, башт фіалів та дзвіниці було виконано з мідної бляхи.
Богослужіння відбувалося у супроводі органної музики. 1932 року кірха була закрита, 1933 році — розібрана. На місці зруйнованої кірхи посадили сквер імені С. М. Кірова. З 29 грудня 2023 року сквер носить назву "Студентський сквер імені Андрія Орлова".